# Tokyo Sonata
Tokyo Sonata è un film del 2008 diretto da Kiyoshi Kurosawa.
Ha ricevuto, tra gli altri, il premio della giuria della sezione Un Certain Regard del 61º Festival di Cannes.

## Trama
È la storia, ambientata a Tokyo, di una normale famiglia giapponese appartenente al ceto medio. Il padre, Ryuhei Sasaki, è un uomo d'affari devoto al suo lavoro, che svolge in un ufficio. Sua moglie, Megumi, porta avanti la cura della casa e l'educazione dei due figli. All'apparenza tutto è normale. Ma inaspettatamente Ryuhei perde il lavoro, poiché il suo datore preferisce assumere degli impiegati cinesi, che sono meno costosi. Decide di tenere nascosta la notizia alla sua famiglia e, mentre cerca un nuovo impiego, inizia il suo solitario viaggio nel mondo della disoccupazione: qui scopre molti altri uomini che, come lui, sono rimasti senza lavoro e nascondono al mondo la loro nuova condizione di inoccupati. Nel frattempo, il figlio Kenji riesce a studiare pianoforte nonostante il divieto del padre. Le bugie si sommano ad altre bugie, fino a creare il rischio di dissoluzione della famiglia.

## Riconoscimenti
- 2008 - Festival di Cannes
  - Premio della giuria - Un Certain Regard
- 2008 - Cinema Award
  - Miglior film dell'anno
- 44º Chicago International Film Festival
  - Premio della giuria
- terzo Asian Film Awards
  - Miglior film
  - Miglior sceneggiatura (Kiyoshi Kurosawa, Max Mannix, Sachiko Tanaka)
- 30º Yokohama Film Festival
  - Miglior fotografia (Akiko Ashizawa)
- 23º Mar del Plata Festival
  - Miglior regista (Kiyoshi Kurosawa)
- decimo Arab Asian Film Festival
  - Miglior film asiatico
- nono Utica Film Festival
  - Miglior film asiatico
- quarto Osaka Cinema Festival
  - Miglior film, miglior regista (Kiyoshi Kurosawa)
- 33º Hochi Film Awards
  - Miglior attore protagonista (Kyōko Koizumi)
- 82º Kinema Junpo Awards
  - Miglior attore protagonista (Kyōko Koizumi)
  - Miglior attore esordiente (Kai Inowaki)